# Apocalypse: Follow Us
Apocalypse: Follow Us es el séptimo EP coreano del grupo femenino de Corea del Sur Dreamcatcher. Fue lanzado el 11 de octubre de 2022 por Dreamcatcher Company. El álbum incluye seis pistas, incluido el sencillo principal «Vision». Este álbum corresponde a la segunda entrega de la serie "Apocalypse", después del segundo álbum de estudio del grupo Apocalypse: Save Us de 2022.

## Antecedentes y lanzamiento
El 1 de septiembre de 2022, la compañía discográfica de Dreamcatcher anunció el próximo regreso musical del grupo seis meses después de su álbum de estudio Apocalypse: Save Us, a través de un comunicado que señalaba: «Dreamcatcher está en medio de la preparación con el objetivo de regresar en octubre».
El 21 de septiembre a la medianoche de Corea del Sur, Dreamcatcher inició la cuenta regresiva para su próximo regreso al lanzar una misteriosa imagen de adelanto, que el grupo suele denominar como «Mystery Code» a este tipo de anuncios que avisan un nuevo trabajo musical, con un mensaje escrito en clave para ser descifrado.
El 27 de septiembre fue publicado el calendario del próximo lanzamiento, ratificando el 11 de octubre de 2022 como la fecha de lanzamiento del nuevo miniálbum, mientras que el 28 de septiembre fue publicada la lista de canciones, confirmando que el EP contendrá seis pistas, incluido su sencillo principal titulado «Vision».

## Lista de canciones
| CD / Descarga digital |                                 |                         |                                         |                                         |          |  |
| N.º                   | Título                          | Letras                  | Música                                  | Arreglos                                | Duración |  |
| 1.                    | «Intro: Chaotical X»            |                         | LEEZ, Ollounder                         | LEEZ, Ollounder                         | 1:12     |  |
| 2.                    | «Vision»                        | Ollounder, LEEZ, Maddox | LEEZ, Ollounder, June One of Glen Check | June One of Glen Check, Ollounder, LEEZ | 3:09     |  |
| 3.                    | «Fairytale»                     | Ollounder, LEEZ, Maddox | Ollounder, LEEZ                         | Ollounder, LEEZ                         | 3:51     |  |
| 4.                    | «Some Love»                     | Ollounder, LEEZ, Maddox | Ollounder, LEEZ, Peperoni, Oliv         | Ollounder, LEEZ, Peperoni, Oliv         | 2:52     |  |
| 5.                    | «이 비가 그칠 때면 (Rainy Day)» | LEEZ, Ollounder         | LEEZ, Ollounder                         | LEEZ, Ollounder                         | 3:37     |  |
| 6.                    | «Outro: Mother Nature»          |                         | Ollounder, LEEZ                         | Ollounder, LEEZ                         | 1:11     |  |
| 15:52                 |                                 |                         |                                         |                                         |          |  |

## Historial de lanzamiento
| País          | Fecha                 | Formato                         | Sello                             |
| ------------- | --------------------- | ------------------------------- | --------------------------------- |
| Corea del Sur | 11 de octubre de 2022 | CD, descarga digital, streaming | Dreamcatcher Company, Genie Music |